# 杨美珍

## 杨美珍
杨美珍（英语：Jeny Yeung Mei Chun），现任香港铁路有限公司常务总监 – 香港客运服务。

## 简历
杨美珍于香港大学取得社会科学学士学位，主修管理学。现为英国特许市务学会的资深会员、香港市务学会会士，及香港运输物流学会院士。
大学毕业后，先后于渣打银行（香港）有限公司及花旗银行担任市务及业务发展职位。
杨美珍于1999年11月加入香港铁路有限公司。
自2011年9月成为商务总监及执行总监会成员，工作范畴包括管理港铁公司铁路服务的市务工作，负责港铁的品牌及客户服务发展，管理车站商店租赁、广告媒体及其他种类的非票务业务。
她于2021年7月起出任香港客运服务总监，2023年10月1日起出任常务总监 ⎯⎯ 香港客运服务，主管港铁公司的香港客运服务，包括香港铁路客运营运及其相关的商务业务，涵盖地铁网络机场快线，以及高速铁路。
杨美珍自2023年1月起出任八达通控股有限公司和两间八达通控股有限公司集团成员公司的非执行主席。
此前，她亦曾于2018年1月 至2024年10月担任昂坪360的董事局主席。

## 公职
现任
- 香港房屋委员会[5]非官方委员
- 香港国际主题乐园有限公司[6]独立非执行董事
- 碳中和及可持续发展委员会委员[7]

曾任
- 香港旅游发展局成员
- 香港数码港管理有限公司董事及数码港顾问委员会成员
- 香港贸易发展局基建发展服务咨询委员会委员